# Kevin Amuneke
Kevin Onyekachi Amuneke (ur. 10 maja 1986 w Eze Obodo) – piłkarz nigeryjski grający na pozycji napastnika.

## Kariera klubowa
Amuneke piłkarską karierę zaczynał w małym klubie Soccer Warriors. Grał tam w drużynie juniorów. Latem 2002 Amuneke wyjechał do Portugalii i jako 16-latek trafił do młodzieżowej drużyny Benfiki Lizbona. Grał tam przez rok, a w 2003 roku był już zawodnikiem młodzieżowców innej utytułowanej portugalskiej drużyny, FC Porto. Latem 2004 Kevin wyjechał na testy do szwedzkiego klubu Landskrona BoIS i po paru tygodniach podpisał z tym klubem 4-letni kontrakt. W sparingu doznał jednak kontuzji kolana i pauzował przez kilka pierwszych kolejek Allsvenskan. Po powrocie szybko odnalazł formę i w 13 meczach zdobył 7 goli dla swojego zespołu, z którym zajął 11. miejsce w lidze. W sezonie 2005 grał w Landskronie regularnie i również uzyskał 7 goli w lidze. Drużyna Landskrony zajęła 11. miejsce i po fazie play-off o utrzymanie się w lidze została zdegradowana o klasę niżej. Na początku 2006 roku Kevin przebywał na testach w Utrechcie, ale nie zaliczył ich pomyślnie. Przez pół sezonu grał na zapleczu szwedzkiej ekstraklasy i w końcu latem znalazł sobie nowy klub, Vitorię Setubal, a barwach której zadebiutował w Portugalskiej Superlidze.
Latem 2007 przeszedł do CSKA Sofia, jednak już na początku 2008 wyjechał do szwedzkiego IFK Norrköping. Na początku 2009 roku został piłkarzem rumuńskiego FC Timiszoara, z którym został wicemistrzem kraju, a latem Nacionalu Funchal. W latach 2011–2012 grał w Östers IF, a w 2013 roku w Trelleborgs FF. Następnie krótko był zawodnikiem CD Tondela, a w 2014 roku przeszedł do Slobody Užice.
| Sezon   | Klub               | Kraj              | Rozgrywki             | Mecze | Bramki |
| ------- | ------------------ | ----------------- | --------------------- | ----- | ------ |
| 2002    | Soccer Warriors    | Nigeria           | liga juniorów         | ?     | ?      |
| 2002/03 | SL Benfica jun.    | Portugalia        | liga juniorów         | ?     | ?      |
| 2003/04 | FC Porto jun.      | Portugalia        | liga juniorów         | ?     | ?      |
| 2004    | Landskrona BoIS    | Szwecja           | Allsvenskan           | 13    | 7      |
| 2005    | Landskrona BoIS    | Szwecja           | Allsvenskan           | 23    | 7      |
| 2006    | Landskrona BoIS    | Szwecja           | Superettan            | 12    | 2      |
| 2006/07 | Vitoria Setubal    | Portugalia        | Portugalska Superliga | 28    | 4      |
| 2007/08 | CSKA Sofia         | Bułgaria          | Grupa A               | 10    | 2      |
| 2008    | IFK Norrköping     | Szwecja           | Allsvenskan           | 27    | 6      |
| 2008/09 | FC Timiszoara      | Rumunia           | Liga I                | 2     | 0      |
| 2009/10 | CD Nacional        | Portugalia        | Primeira Liga         | 16    | 2      |
| 2011    | Östers IF          | Szwecja           | Superettan            | 3     | 0      |
| 2012    | Östers IF          | Szwecja           | Superettan            | 9     | 1      |
| 2013    | Trelleborgs FF     | Szwecja           | Division 1            | 4     | 0      |
| 2013/14 | CD Tondela         | Portugalia        | Segunda Liga          | 1     | 0      |
| 2013/14 | Sloboda Užice      | Serbia            | Super liga            | 4     | 0      |
| 2015    | IS Halmia          | Szwecja           | 1 Division            | 13    | 4      |
| 2016/17 | Ballynure Old Boys | Irlandia Północna | Premier Division      | 8     | 12     |
| 2016/17 | Linfield           | Irlandia Północna | NIFL Premiership      | 2     | 0      |
| 2017/18 | Portadown          | Irlandia Północna | NIFL Championship     | 12    | 5      |

## Kariera reprezentacyjna
W 2005 roku Amuneke po raz pierwszy został powołany do pierwszej reprezentacji Nigerii. Kontuzji doznał Yakubu Aiyegbeni i Amuneke wskoczył na jego miejsce. 5 czerwca wystąpił w zremisowanym 1:1 meczu z Rwandą rozegranym w ramach eliminacji do Mistrzostw Świata w Niemczech. Wystąpił także 2 tygodnie później w kolejnym meczu eliminacji, zremsowanym 1:1 z Angolą.